# Thaiba
Thaiba es un Village Development Committe en el distrito de Lalitpur en la zona de Bagmati en el centro de Nepal. En el censo de 2001 tenía una población de 6308 habitantes de los cuales la mayoría está compuesta por newars, la etnia dominante del valle de Katmandú.